# Maison et studio Frank Lloyd Wright
La Maison et studio Frank Lloyd Wright est située au 951 Chicago Avenue à Oak Park (Illinois), juste à l'ouest de Chicago. Elle a été conçue par l'architecte Frank Lloyd Wright pour lui-même et sa famille à la fin des années 1880. Rénové à partir de 1974, l'ensemble déclaré bien patrimonial en 1976 est ouvert au public.

## Historique

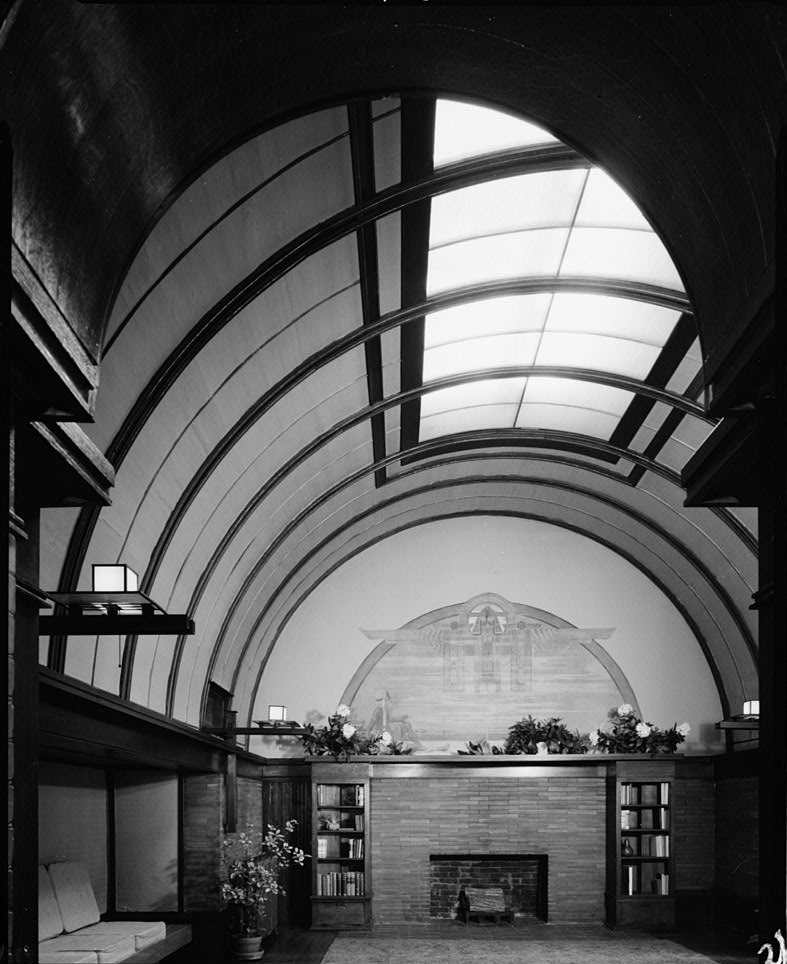
Salle de jeux des enfants

Grâce à un prêt de 5 000 $ de son employeur Louis Sullivan, Frank Lloyd Wright acquiert un lot pour y construire une maison où il emménagera en 1889 avec sa femme Catherine Tobin. La bâtisse est recouverte de bardeaux de cèdre, selon un style commun à l'époque. Cependant, l'aménagement intérieur, la fenestration, les formes et les fondations en briques caractérisent déjà le style de Wright, en particulier le style Prairie qu'il adoptera durant les années suivantes.
Pour héberger sa famille grandissante, Wright apporte des changements importants à la maison en 1895. La cuisine est agrandie pour devenir une salle à dîner. Une nouvelle cuisine est aménagée à l'arrière de la demeure. Une salle de jeux est construite pour les six enfants qui y grandiront. En 1898, il fait bâtir un studio relié par un corridor à la maison, studio dans lequel lui et ses associés comme Walter Burley Griffin et Richard Bock vont réaliser plusieurs projets importants.
Par la suite, vers 1909, le studio a été intégré à la résidence au moment où Wright part pour l'Europe avec sa maîtresse. En 1925, la propriété est vendue et subdivisée en 7 appartements. La maison passera par d'autres mains avant de tomber en décrépitude durant les années 1960. Des rénovations importantes ont été entreprises à partir de 1974 par la National Trust for Historic Preservation qui en est de devenu le propriétaire, travaux qui se sont échelonnés sur 13 ans. La maison et le studio ont été déclarés bien patrimonial en 1976 et sont ouverts au public.

## Description
La large entrée est surmontée d'une frise décorative.
Le foyer et la cheminée sont installés dans un inglenook, mot gallique qui signifie « coin du feu ». Une inscription est gravée sur le devant de la cheminée : Truth is life. Good friend, around these hearth-stones speak no evil word of any creature. (« La vérité c'est la vie. Bon ami, autour de ces pierres de foyer ne prononce aucune parole diabolique d'aucune créature »)
La salle d'études était la salle à manger dans les plans initiaux, avant de devenir la salle d'études pour les enfants en 1895. On y retrouve un buffet intégré.
Un couloir, curieusement construit autour d'un arbre, sert de lien entre la maison et le studio où Wright avait aménagé son cabinet.

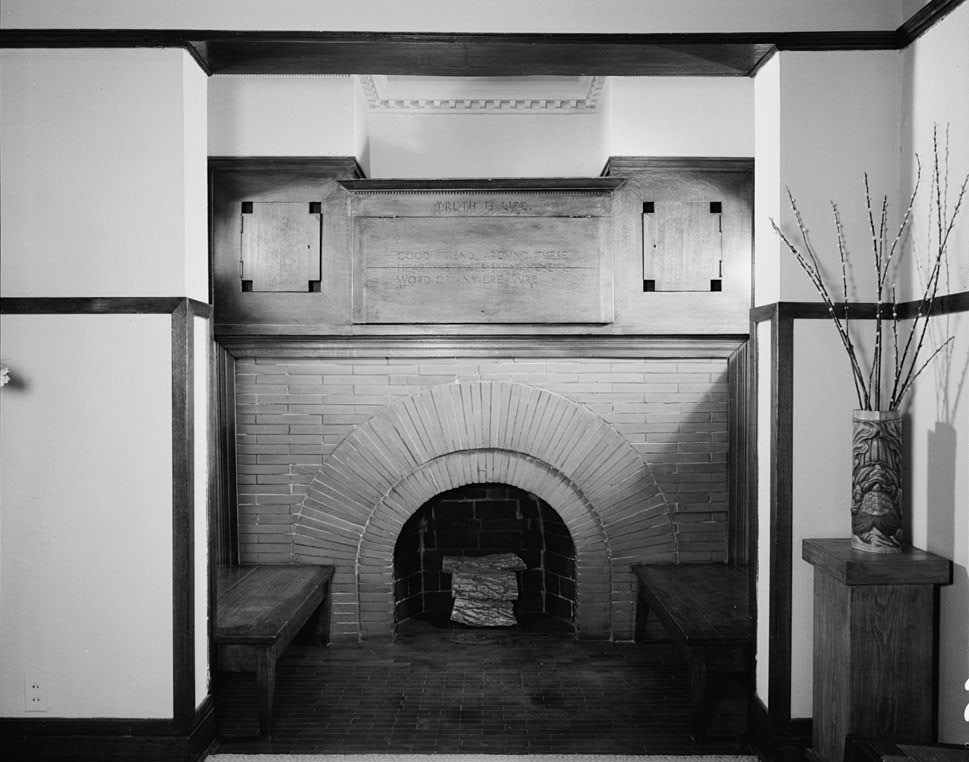
La cheminée centrale

La salle à manger était au départ la cuisine. Lors des travaux de 1895, la cuisine a été déplacée. L'ancienne cuisine a alors été transformée en vaste salle à manger où Wright met à l'essai certains de ses principes afin d'unir dans un ensemble architectural les considérations de chauffage, d'éclairage et de décoration. Le mobilier en bois, ainsi que les vitraux, furent dessinés par Wright lui-même. Le sol est recouvert de carreaux d'argile et les murs de papier peint en lin.
La vaste chambre à coucher initiale a été plus tard subdivisée en deux chambres pour ses six enfants. Un nouveau plafond voûté a été ouvert dans le grenier pour augmenter le volume des pièces et faciliter la circulation de l'air.
La chambre principale est ornée de peintures murales d'Orlando Giannini et représentent des Amérindiens des Grandes Plaines.
La salle de jeux est un grand espace, où la lumière entre par de larges fenêtres. Le mur du fond est également orné d'une fresque de Giannini, inspirée cette fois par les contes des Mille et Une Nuits. Le plafond haut a permis l'aménagement d'une mezzanine qui servait à des prestations musicales. Un piano à queue est d'ailleurs enfoncé dans la cage d'escalier, pour économiser l'espace et atténuer le son.
La réception servait à accueillir les clients et à consulter les plans déroulés sur la grande table. 
Une grande salle de dessin sur deux étages servait aux collaborateurs de Wright. On y conservait les plans produits. Un bureau y était également aménagé pour la secrétaire de Wright.

## Sculptures

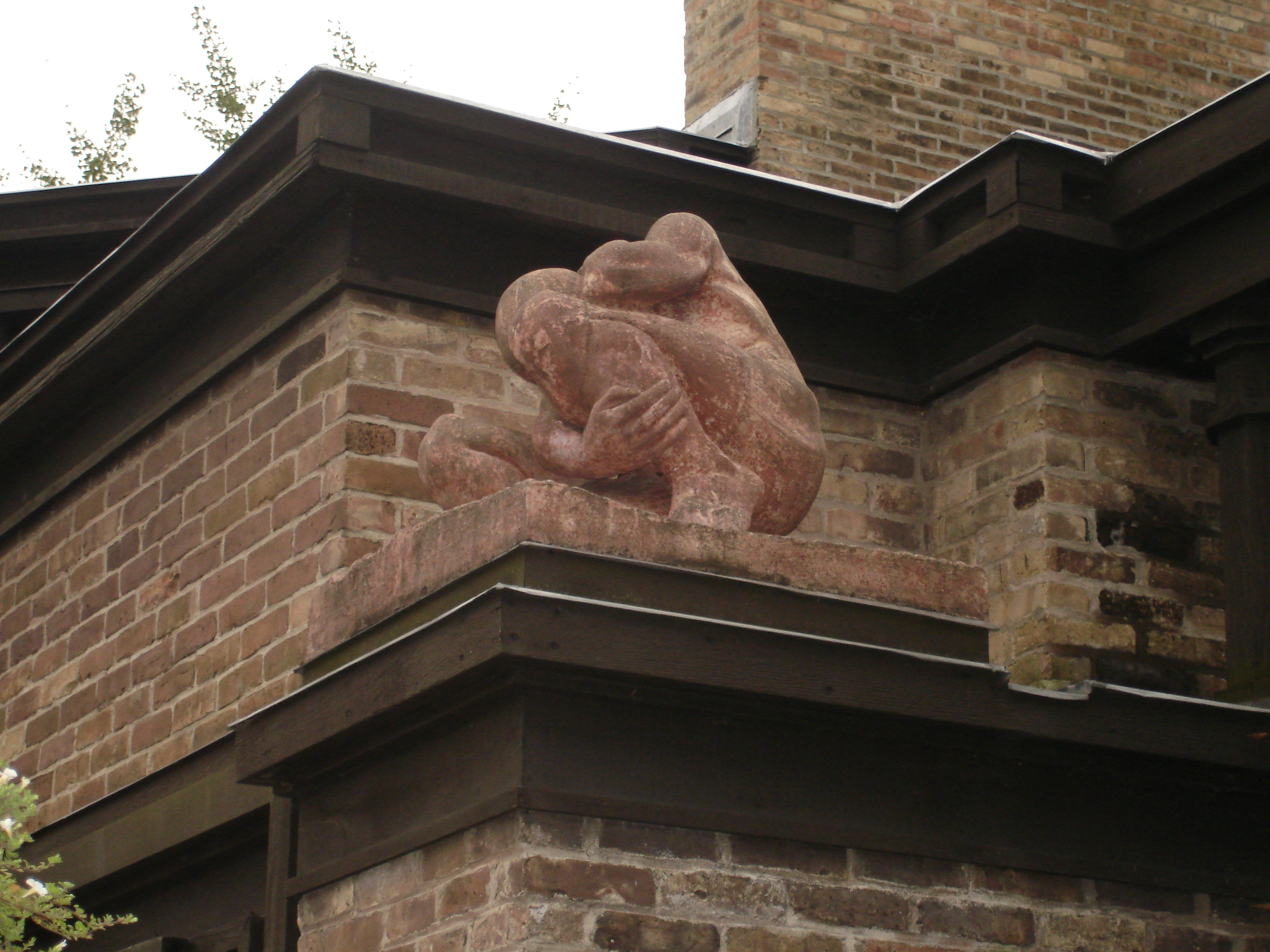
Une des figures accroupies à l'extérieur.

Les sculptures installées à l'extérieur sont pour la plupart l'œuvre de Richard Bock, en particulier les deux figures accroupies qui symbolisent la sagesse et qui tentent de se libérer des liens de la terre.
On retrouve également des sculptures à l'intérieur de la maison, notamment une frise du Grand autel de Pergame, des représentations de la Victoire de Samothrace et un buste de Ludwig van Beethoven.